# Santa María del Berrocal
Santa María del Berrocal község Spanyolországban, Ávila tartományban. Santa María del Berrocal El Mirón, Malpartida de Corneja, San Bartolomé de Corneja, Hoyorredondo, Villar de Corneja, Navamorales és Gallegos de Solmirón községekkel határos. Lakosainak száma 382 fő (2024).

## Népesség
A település népessége az utóbbi években az alábbiak szerint változott:
| Lakosok száma | 546  | 521  | 486  | 493  | 466  | 420  | 382  | 392  | 373  | 382  |
|               | 2001 | 2004 | 2006 | 2009 | 2011 | 2014 | 2016 | 2019 | 2021 | 2024 |